# Ronay
Ronay (en gaélico escocés: Rònaigh, [rɔːnaj]) es una isla localizada en el grupo de las Hébridas Exteriores, en Escocia. La isla se encuentra ubicada a escasa distancia de la costa este de Grimsay. El nombre de la isla procede del nórdico antiguo, y significa "isla escarpada".
En 1826 la isla albergaba una población de 180 personas, pero en 1831, toda la población fue evacuada con el fin de clarear la isla para dedicarla al pastoreo de oveja, como parte del Desplazamiento forzado de población de las Tierras Altas escocesas del siglo XVIII.
La isla permanece deshabitada desde los años 1920.
- Datos: Q3057397
- Multimedia: Ronay / Q3057397